# Carpholithia cinerea
Carpholithia cinerea är en fjärilsart som beskrevs av Butler 1882. Carpholithia cinerea ingår i släktet Carpholithia och familjen nattflyn. Inga underarter finns listade i Catalogue of Life.